# Rusova Veche, Caraș-Severin
Rusova Veche (germană Roschowa, Ruschova, maghiară Óruszolc) este un sat în comuna Berliște din județul Caraș-Severin, Banat, România.

## Legături externe

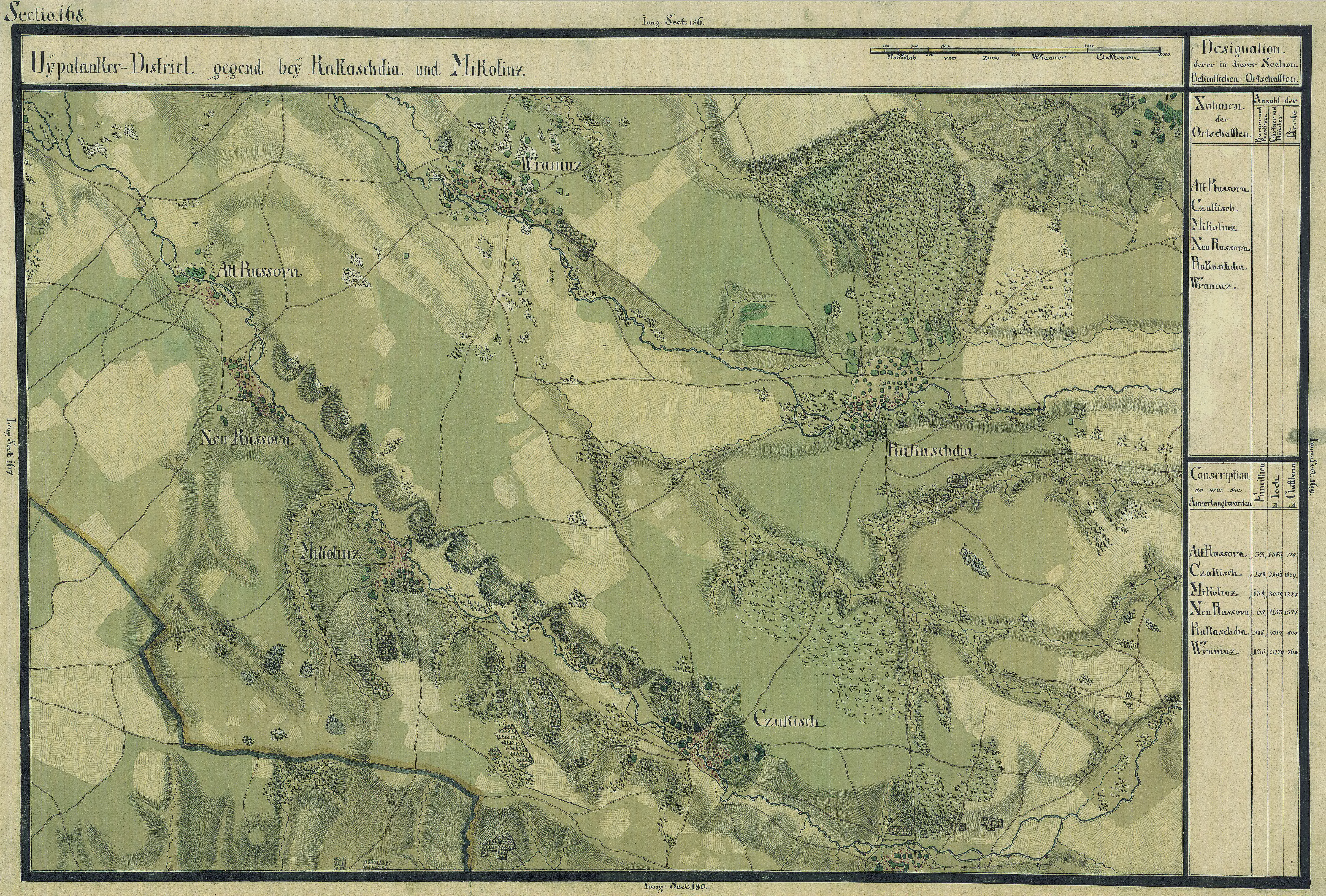
Rusova Veche în Harta Iosefină a Banatului, 1769-72